# Ödeshög
Ödeshög (uttal [²øːdɛsˌ(h)øːɡ]

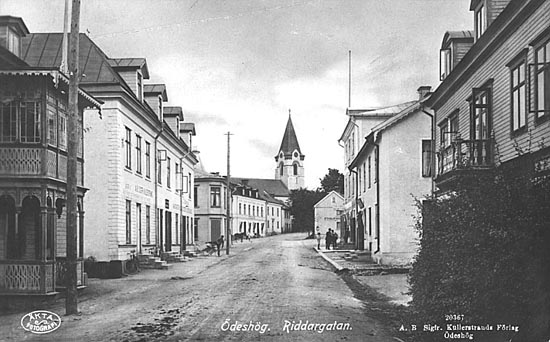
Riddargatan på 1920-talet

 ( lyssna)) är en tätort och centralort i Ödeshögs kommun i Östergötlands län.

## Historia
Boplatser från stenåldern, hällristningar från bronsåldern och ruiner från medeltiden vittnar om en tidig centralbygd.
Namnet skrevs 1318 Ödhishögh. Förleden är mansnamnet Ödhir. Efterleden är hög.
Ödeshög är kyrkby i Ödeshögs socken och ingick efter kommunreformen 1862 i Ödeshögs landskommun. I denna inrättades för orten 31 mars 1922 Ödeshögs municipalsamhälle som upplöstes 31 december 1956. Orten ingår sedan 1971 i Ödeshögs kommun som centralort.

### Befolkningsutveckling
| Befolkningsutvecklingen i Ödeshög 1950–2020 | Befolkningsutvecklingen i Ödeshög 1950–2020 | Befolkningsutvecklingen i Ödeshög 1950–2020 | Befolkningsutvecklingen i Ödeshög 1950–2020 | Befolkningsutvecklingen i Ödeshög 1950–2020 |
| ------------------------------------------- | ------------------------------------------- | ------------------------------------------- | ------------------------------------------- | ------------------------------------------- |
|                                             |                                             |                                             |                                             |                                             |
| År                                          |                                             |                                             | Folkmängd                                   | Areal (ha)                                  |
| 1950                                        | 1950                                        |                                             | 1 944                                       |                                             |
| 1960                                        | 1960                                        |                                             | 2 076                                       |                                             |
| 1965                                        | 1965                                        |                                             | 2 392                                       |                                             |
| 1970                                        | 1970                                        |                                             | 2 572                                       |                                             |
| 1975                                        | 1975                                        |                                             | 2 709                                       |                                             |
| 1980                                        | 1980                                        |                                             | 2 990                                       |                                             |
| 1990                                        | 1990                                        |                                             | 2 815                                       | 238                                         |
| 1995                                        | 1995                                        |                                             | 2 866                                       | 238                                         |
| 2000                                        | 2000                                        |                                             | 2 768                                       | 240                                         |
| 2005                                        | 2005                                        |                                             | 2 651                                       | 240                                         |
| 2010                                        | 2010                                        |                                             | 2 572                                       | 241                                         |
| 2015                                        | 2015                                        |                                             | 2 554                                       | 260                                         |
| 2020                                        | 2020                                        |                                             | 2 711                                       | 272                                         |
|                                             |                                             |                                             |                                             |                                             |

## Samhället
I Ödeshög finns Ödeshögs kyrka och en hembygdsgård. 
Det finns ett antal restauranger runt torget, liksom en mataffär och några mindre butiker. Det finns även en föreningsdriven biograf, Saga-Bio, samt Folkets park. 
I samhället finns två grundskolor, Fridtjuv Bergskolan och Lysingskolan.

### Bankväsende
En kortlivad sparbank, Ödeshögs församlings sparbank, verkade i Ödeshög 1862–1865. År 1867 grundades en ny sparbank, Lysings härads sparbank, som i samband med den nya sparbankslagen 1893 ombildades till en folkbank, Lysings härads folkbank. Folkbanken ombildades 1905 till Lysings härads sparkassa & kreditbolag och uppgick år 1907 i Sydsvenska kreditaktiebolaget. Senare etablerade även Östgöta enskilda bank ett kontor i Ödeshög. Sydsvenska kredits kontor drogs in så småningom, men Östgötabanken fanns kvar i Ödeshög fram till år 1987.
En mer långvarig sparbank, Stora Åby sparbank, grundades 1902. Den uppgick år 1985 i Sparbanken Gothia som senare blev en del av Swedbank.
Swedbank stängde kontoret i Ödeshög den 31 januari 2020. Därefter hade orten inte längre några bankkontor.

## Personer från Ödeshög
En central figur i Ödeshögs historia är Johanna Pettersson (1807–1899), mer känd som Handelsman Johanna. Varje år arrangeras en marknad, Johannamarknaden, till hennes ära. Det var också här i Ödeshög som den forne landslagsspelaren i fotboll, Klas Ingesson, växte upp. Efter avslutad proffskarriär valde Ingesson att avrunda spelarkarriären i moderklubben Ödeshögs IK. Han var bosatt på orten fram till sin död.
- Klas Ingesson – fotbollsspelare, kom från Ödeshög.
- Jonna Lee – artist, boende i Ödeshög
- Peter Wettergren – assisterande förbundskapten för Herrlandslaget i fotboll, kommer från Ödeshög.
- Bjarne Andersson – längdskidåkare, skidledare, TV-kommentator, kom också från Ödeshög.
- Andreas Norlén (M) – Riksdagsledamot, Riksdagens talman, politiker, jurist.
- Mikael Oscarsson (KD) – Riksdagsledamot, politiker
- Magnus Oscarsson (KD) – Riksdagsledamot, politiker
- Betty Malmberg (M) –  Riksdagsledamot, politiker
- Sven-Olof Johansson – svensk affärsman i fastighetsbranschen.
- Fridtjuv Berg – Riksdagsledamot och minister